# Acmaeodera crinita maroccana
Acmaeodera crinita maroccana é uma subespécie de insetos coleópteros polífagos pertencente à família Buprestidae.
A autoridade científica da subespécie é Obenberger, tendo sido descrita no ano de 1916.
Trata-se de uma subespécie presente no território português.